# هانتر پریش
 هانتر پریش (انگلیسی: Hunter Parrish؛ زادهٔ ۱۳ مهٔ ۱۹۸۷) یک هنرپیشه اهل ایالات متحده آمریکا است. وی از سال ۲۰۰۳ میلادی تاکنون مشغول فعالیت بوده‌است.
از فیلم‌ها یا برنامه‌های تلویزیونی که وی در آن نقش داشته است می‌توان به دوباره ۱۷، آر وی، آزادی نویسندگان، دور از خانه اشاره کرد.